# Драммонд, Джеймс Эрик, 16-й граф Перт
Сэр Джеймс Эрик Драммонд, позднее 16-й граф Перт (англ. James Eric Drummond, англ. James Eric Drummond, 16th Earl of Perth; 17 августа 1876, Северный Йоркшир — 15 декабря 1951, Западный Суссекс) — британский политик, дипломат и первый Генеральный секретарь Лиги Наций, член палаты представителей от Шотландии.

## Биография
Единокровный брат Уильяма Драммонда, 15-го графа Перта, Эрик Драммонд родился в Северном Йоркшире, Англия. Он получил образование в Итоне и начал свою карьеру в Министерстве иностранных дел в 1900 году. В 1906 году стал личным секретарём лорда Эдмонда Фицмориса, заместителя государственного секретаря Министерства иностранных дел.
Драммонд служил в Лиге Наций Генеральным секретарём с 1920 по 1933 год, когда его назначили послом Великобритании в Италии. В 1937 году после смерти своего сводного брата Эрик унаследовал титул графа Перта и вошёл в палату лордов. В 1939 году Драммонд вернулся в Англию и во время Второй мировой войны служил в качестве советника в Министерстве информации. С 1946 года и вплоть до своей смерти занимал пост заместителя руководителя Либеральной партии в Палате лордов.